# カーリス (ラッパー)
Kaaris（カーリス、1980年8月30日 - ）は、フランス・スヴラン発祥のラッパー。コートジボワール・アビジャン出身。本名はニヤクリ・オクー。